# Micropontiidae
Micropontiidae é uma família de copépodes pertencentes à ordem Siphonostomatoida.
Género:
- Micropontius Gooding, 1957